# Микали (пароход)
Войсковой транспорт Микали (греч.Μυκάλη) — корабль оставивший своё имя как в истории греческого военного флота, так и в истории мировой подводной археологии.

## В составе флота
Корабль был построен в 1884 году в Глазго, для фирмы Cunard Lines и получил имя «ELDORADO».
Был выкуплен греческим правительством и, получив лёгкое вооружение, вошёл в состав греческого военно-морского флота как войсковой транспорт.
Корабль получил имя малоазийского мыса Микале, известного греческими победами над персами в древности и над турками в 1824 году.
В январе 1897 года, «Микали» был послан к острову Крит, вместе c броненосцем Идра, паровыми канонерками Алфиос и Пиниос и другими более маленькими кораблями, для защиты гонимого турками православного греческого населения острова и для оказания поддержки греческому экспедиционному корпусу полковника Тимолеона Вассоса, который высадился на острове.
Впоследствии корабль принял участие в греко-турецкой войне 1897 года.

## На службе подводной археологии
Перед пасхой 1900 года, ловцы губок с острова Сими, бывшего тогда ещё под османским контролем, случайно обнаружили древнее затонувшее судно у греческого острова Антикитира.
Археолог А. Иконому, родом с Сими, убедил капитанов каиков Д. Элевтериу (Контос) и И. Стадиотиса, заявить о своём открытии греческому правительству.
Убеждённые им, ловцы информировали министра образования и археолога Стаиса. Стаис обратился за помощью к ВМФ. Был предоставлен «Микали», под командованием А. Сотириадиса. «Микали» вышел к Сими, забрал ловцов губок и буксируя их 2 каика отошёл к Антикитира, к месту крушения.
Работы по подъёму древностей с глубины 55-60 метров продолжались с ноября 1900 года по 30 сентября 1901 года. При этом, как пишет исследователь Х. Лазос, погиб 1 ныряльщик и 2 остались инвалидами на всю свою оставшуюся жизнь.
Находки хранятся в Национальном археологическом музее в Афинах. Впоследствии самой известной из них стал Антикитерский механизм.
Корабль был продан в 1904 году частной фирме, но был вновь мобилизован в последующих войнах.

## Вновь в составе флота
«Микали» принял участие в Балканских войнах 1912—1913 годов.
Был выведен из состава флота в 1913 году. Корабль был вновь мобилизован в 1917 году и был использован как вспомогательный крейсер в Первой мировой войне и в малоазийском походе греческой армии (1919—1922). Выведен окончательно из состава флота в 1922 году.

## Предшественники
- Микали (голет). Вошёл в состав флота в 1843 году
- Микали (канонерка). Вошла в состав флота в 1880 году В 1881 году переименована в канонерка «β»